# مود جيفريز
مود جيفريز (بالإنجليزية: Maud Jeffries)‏ هي ممثلة أمريكية، ولدت في 1896، وتوفيت في 1946 في Gundaroo ‏ في أستراليا بسبب سرطان.